# 埃利亚斯·多拉
埃利亚斯·多拉（1993年4月24日—），是出生于瑞典的泰国足球运动员，司职后卫。現效力於泰超球会峇里聯足，也代表泰国国家足球队。

## 荣誉

### 俱乐部
泰港
- 泰国足总杯冠军：2019

### 国家队
泰国國家隊
- 东南亚足球锦标赛冠军：2020